# Carlos de Sousa Gorgulho
Carlos de Sousa Gorgulho (1898 - 1972) foi um oficial militar português da arma de artilharia. Desempenhou funções como governador de São Tomé e Príncipe, de 1945 a 1953. Neste ultimo ano ocorreu o Massacre de Batepá, um massacre cometido por tropas portugueses em São Tomé e Príncipe.